# 中国国贸大厦A座
国贸大厦A座（英語：China World Trade Tower A），曾命名为中国国际贸易中心三期A阶段，也称国贸三期A座，是北京市朝阳区的一座摩天大楼。它位于北京中央商务区，建国门外大街和东三环交汇处西北方向，是中国国际贸易中心第三期工程建设的一部分，于2007年10月29日封顶，2010年启用，建筑高度330米。国贸三期A地上有81层，地下4层。曾一度是北京最高建筑，直到2016年被中国尊超越。
国贸三期A内部设有商业和停车场（地下至地上3层）、会议和餐厅（地上3至6层）、办公（7至58层）和五星级酒店（61至81层）。其中专门用于运送酒店顾客的四座电梯由迅达集团提供，最高速度达到10米每秒。

## 功能劃分
| 樓層  | 用途                                           |
| ----- | ---------------------------------------------- |
| 81    | 云•酷酒吧                                      |
| 80    | 酒廊                                           |
| 79    | 國貿79、主席阁                                 |
| 78    | 健身中心、泳池                                 |
| 77    | 香格里拉「气」水療中心                         |
| 65-76 | 北京國貿大酒店客房                             |
| 64    | 酒店空中大堂、貴賓堂                           |
| 63    | 酒店員工區域                                   |
| 62    | 機電層、避火區                                 |
| 33-58 | 高層辦公層                                     |
| 32    | 空中大堂                                       |
| 30-31 | 機電層、避火區                                 |
| 7-29  | 低層辦公層                                     |
| 6     | 多功能廳、松柏苑                               |
| 5     | 酒店員工區域                                   |
| 4     | 家全七福酒家、红馆、滩万日本料理               |
| 3     | 群贤宴会厅、商務中心、群贤庭、群贤汇（贵宾室） |
| 2     | 辦公、酒店大堂中空部份、結構樓層（無實際用途） |
| 1     | 辦公、酒店大堂、酒店中央控制室                 |
| B1    | 停車場、中国宴会厅、中国庭、中国汇、國貿商城   |
| B4-B2 | 停車場、酒店員工區域、貨物起卸區               |

## 電梯配置
中國國際貿易中心三期A座電梯配置列表（全部為迅達7000高速升降機）
- P1-P3（3部停車場及宴會廳專用電梯）：B3、B1、1、3、4、6
- O1.1-O1.6（6部來往7/F-15/F之辦公電梯）：1、6-12、12A、15
- O2.1-O2.6（6部來往16/F-22/F之辦公電梯）：1、16-22
- O3.1-O3.6（6部來往23/F-29/F之辦公電梯）：1、23-29
- O4.1-O4.6（6部來往33/F-42/F之辦公電梯）：32-39、39A、41、42
- O5.1-O5.6（6部來往43/F-50/F之辦公電梯）：32、43-50
- O6.1-O6.6（6部來往51/F-58/F之辦公電梯）：32、51-58
- S1-S6（6部來往空中大堂之穿梭電梯）：1、32
- FS/OS1-FS/OS2（2部辦公專用之消防及服務電梯）：B3-1、6-12、12A、15-39、39A、41-58
- OS3（1部辦公專用之載貨電梯）：B2-1、6-12、12A、15-39、39A、41-58、62
- HL1-HL4（4部來往酒店客房之電梯）：64-80
- H1-H4（4部來往酒店大堂及餐廳之穿梭電梯）：1、3、4、6、64、72、74、79、80（6F、72F、74F不停靠）
- H5（1部來往酒店配套設施之電梯）：78-81
- FS/HS1-FS/HS2（2部酒店專用之消防及服務電梯）：B2-1、3-6、62-81
- HS3（1部大型載貨電梯）：B2-1、3-12、12A、15-39、39A、41-58、62-80
- HS4（1部酒店及會議中心後勤區服務電梯）：B2-4
- HS5（1部酒店及會議中心後勤區載車電梯）：B4-6

（不設下列樓層：13/F, 14/F, 24/F, 34/F, 40/F, 44/F, 59/F, 60/F及61/F）

## 争议
《中国经济时报》2003年11月5日报道，国贸三期工程拆迁致死多人，包含：
| 死者         | 住址                   | 死亡日期      | 死因                                             |
| ------------ | ---------------------- | ------------- | ------------------------------------------------ |
| 李兴元       | 光华东里21号楼406室    | 2003年1月20日 | 因拆迁办施压，致其生气、紧张、失眠，引发脑血栓。 |
| 马凤标       | 光华东里19号楼106室    | 2003年3月20日 | 因拆迁办施压，气怒交加，引发心脏病。             |
| 王志远       | 光华东里24号楼1单元    | 2003年3月中旬 | 因拆迁办施压，气死在家中，数日无人知晓。         |
| 李崇铸的爱人 | 光华东里24号楼4门202室 | 2003年3月初   | 因拆迁办遭恐吓，病死于医院。                     |
| 赵宝月的母亲 | 光华东里25号楼2门1层   | 2003年4月3日  | 因拆迁办遭恐吓，惊吓过度。                       |

另外还有多名死者。另有刘志远的爱人刘殿琴，住光华东里24号楼5门502室，因拆迁办施压2003年3月25日早被诊断为脑血栓。